# 龍真寺 (上尾市)
龍眞寺（りゅうしんじ）は、埼玉県上尾市にある曹洞宗の寺院。

## 歴史
戦国時代後期、喜翁悦によって開山された。喜翁悦は同市の楞厳寺の開山でもある。
当寺の本尊は釈迦三尊である。上尾市の文化財に指定されている。1718年（享保3年）に檀家の北川利右衛門が奉納した旨が記録されており、奉納年と奉納者が明らかになっている。

## 文化財
- 木彫釈迦三尊坐像（上尾市指定文化財 昭和48年10月25日指定）[2]
- 木造達磨大師坐像・招宝七郎大権修利菩薩倚像（上尾市指定文化財 平成22年3月18日指定）[2]

## 交通アクセス
- 羽貫駅より徒歩19分。